# ليسيا كاليتوفسكا
ليسيا كاليتوفسكا (بالأوكرانية: Калітовська Леся Михайлівна) مواليد 13 فبراير 1988 في لفيف أوبلاست، الجمهورية الأوكرانية السوفيتية الاشتراكية، هي متسابقة دراجات أوكرانية. شاركت في دورة الألعاب الأولمبية الصيفية وفازت بميدالية أولمبية.

## الميداليات
| الميدالية | المسابقة                       |
| --------- | ------------------------------ |
| برونزية   | الألعاب الأولمبية الصيفية 2008 |
| فضية      | ألعاب جامعية صيفية 2011        |

## روابط خارجية
- ليسيا كاليتوفسكا على موقع الاتحاد الدولي للدراجات (الإنجليزية)
- ليسيا كاليتوفسكا على موقع أرشيف الدراجات (الإنجليزية)
- ليسيا كاليتوفسكا على موقع إحصائيات الدراجات الإحترافية (الإنجليزية)
- ليسيا كاليتوفسكا على موقع أوليمبيديا (الإنجليزية)